# Carpații Albi

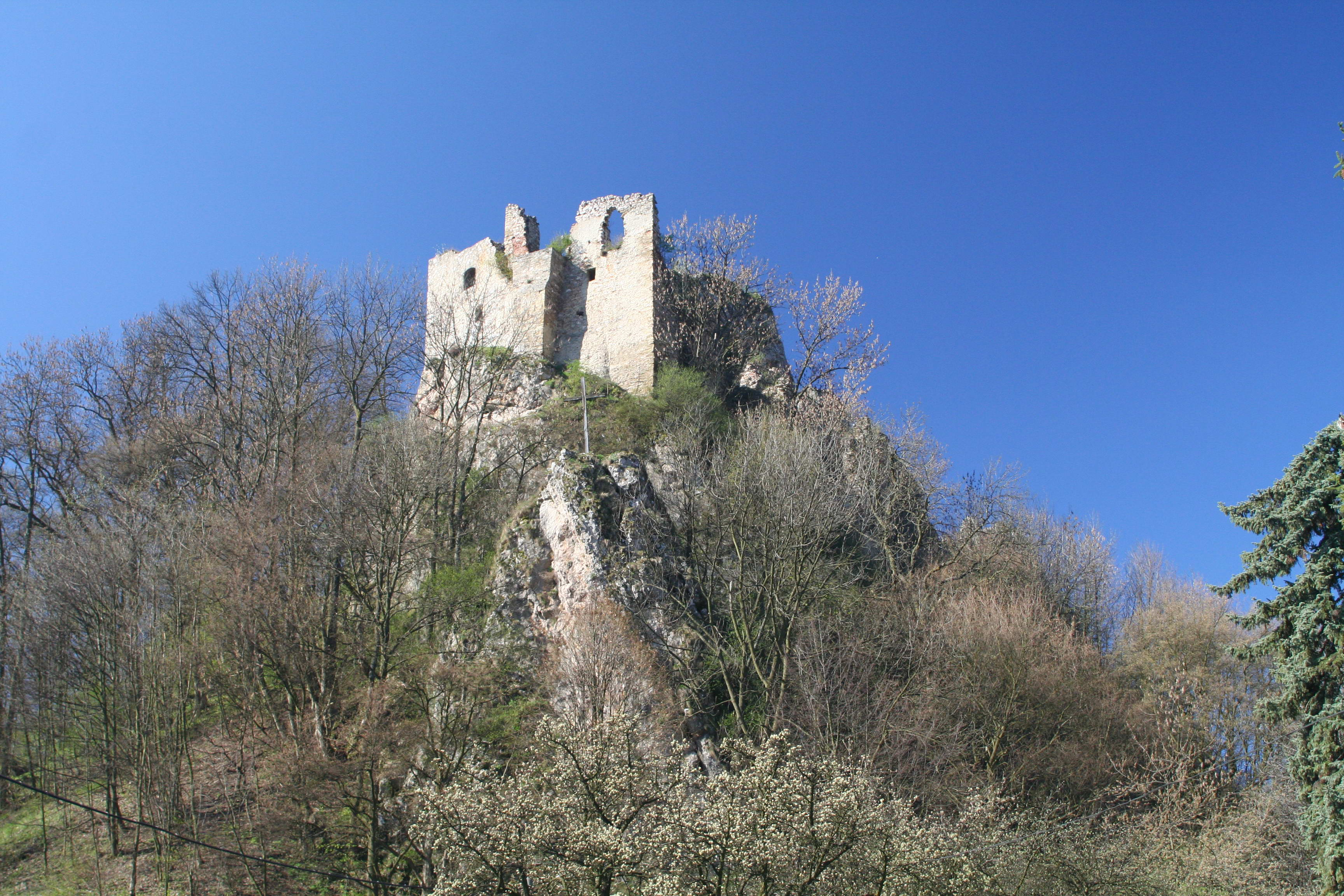
Ruinele castelului Lednica

Carpații Albi (în cehă: Bílé Karpaty; slovacă: Biele Karpaty; germană: Weiße Karpaten; maghiară: Fehér-Kárpátok) reprezintă un lanț montan situat la granița dintre Cehia și Slovacia și care face parte din marele lanț al Munților Carpați.
Cele mai înalte vârfuri sunt:
- Veľká Javorina (cehă Velká Javořina), 970 m;
- Chmeľová, 925 m;
- Jelenec, 925 m;
- Veľký Lopeník (cehă Velký Lopeník), 911 m;
- Kobylinec, 911 m.

Deținând o floră și o faună specifică, arealul este protejat, atât de partea cehă, cât și de cea slovacă.
Un obiectiv turistic important îl constituie castelul Lednica, construit la mijlocul secolului al XIII-lea, distrus de trupele austro-ungare pe la începutul secolului al XVIII-lea și din care au rămas doar ruinele.